# Trichordestra prodeniformis
Trichordestra prodeniformis är en fjärilsart som beskrevs av Smith 1887. Trichordestra prodeniformis ingår i släktet Trichordestra och familjen nattflyn. Inga underarter finns listade i Catalogue of Life.